# Final do Campeonato de Portugal de 1923–24
A Final do Campeonato de Portugal de 1923–24 foi a Final da 3ª edição do Campeonato de Portugal. O Olhanense venceu esta edição após derrotar a FC Porto por 4–2 na Final realizada no Estádio do Campo Grande, em Lisboa, no dia 8 de Junho de 1924, conquistando assim o seu 1º título nesta prova.

## Historial na prova
O Olhanense fez nesta época o seu debute no Campeonato de Portugal, conquistando o seu 1º título.
O FC Porto alcançou a sua 2ª Final no Campeonato de Portugal, depois de ter vencido a edição inaugural.

## Percurso dos finalistas

### Olhanense
No caminho para a Final o Olhanense, como campeão do Algarve, eliminou o Vitória de Setúbal (AF Lisboa), o Marítimo (AF Madeira) e o Sporting de Tomar (AF Santarém).
| Fase            | Adversário                | Resultado |
| --------------- | ------------------------- | --------- |
| 1ª Eliminatória | Vitória de Setúbal (casa) | 1 – 0     |
| 2ª Eliminatória | Marítimo (casa)           | 5 – 1     |
| Meias-Finais    | Sporting de Tomar (casa)  | 6 – 0     |

### FC Porto
Para se qualificar para a Final o FC Porto, como campeão do Porto, eliminou a Académica (AF Coimbra) e o Vianense (AF Viana do Castelo).
| Fase            | Adversário       | Resultado |
| --------------- | ---------------- | --------- |
| 1ª Eliminatória | Académica (casa) | 3 – 2     |
| Meias-Finais    | Vianense (fora)  | 1 – 3     |

## Estádio
O estádio escolhido para a Final foi o Estádio do Campo Grande, em Lisboa. Inaugurado em 1917 e com uma lotação de 25.000 lugares, foi a única Final do Campeonato de Portugal que este estádio recebeu.

## Final
| 8 de Junho de 1924 | Olhanense                                                | 4 – 2     | FC Porto                   | Estádio do Campo Grande, Lisboa         |
|                    | Delfim 3' · Tamanqueiro 40' (gp) · Gralho 67' · Belo 85' | Relatório | Hall 15' · Bastos 17' (gp) | Árbitro: Germano Vasconcelos (AF Braga) |

| Olhanense | FC Porto |

|             |  | Carlos Martins       |
|             |  | Américo              |
|             |  | Falcate              |
|             |  | Fausto Peres         |
|             |  | Tamanqueiro          |
|             |  | Francisco Montenegro |
|             |  | Cassiano             |
|             |  | Belo                 |
|             |  | Joaquim Gralho       |
|             |  | Delfim               |
|             |  | Júlio Costa          |
| Treinador:  |  |                      |
| Júlio Costa |  |                      |

|             |  | Borges Avelar    |
|             |  | Álvaro Coelho    |
|             |  | Tavares Bastos   |
|             |  | Coelho da Costa  |
|             |  | Velez Carneiro   |
|             |  | Floreano Pereira |
|             |  | Alexandre Cal    |
|             |  | Augusto Freire   |
|             |  | Simplício        |
|             |  | Norman Hall      |
|             |  | João Nunes       |
| Treinador:  |  |                  |
| Akos Tezler |  |                  |